# Moteur OM 603 Mercedes-Benz
 (signalé en mai 2025).
Si vous disposez d'ouvrages ou d'articles de référence ou si vous connaissez des sites web de qualité traitant du thème abordé ici, merci de compléter l'article en donnant les références utiles à sa vérifiabilité et en les liant à la section « Notes et références ».
- Archive Wikiwix
- Bing
- Cairn
- DuckDuckGo
- E. Universalis
- Gallica
- Google
- G. Books
- G. News
- G. Scholar
- Persée
- Qwant
- (zh) Baidu
- (ru) Yandex
- (wd) trouver des œuvres sur Wikidata

Le moteur OM 603 est un moteur thermique automobile à combustion interne, fabriqué par Mercedes-Benz entre 1985 et 1996. Il remplace le OM 617 et est remplacé par le OM 606.

## Historique
Utilisé dans les Mercedes-Benz Type 124, Type 126 et Type 140, le moteur OM 603 est un bloc six cylindres en ligne de 3,0 litres de cylindrée. Une variante à 3,5 litres de 136 chevaux est commercialisée en 1990 d'abord sur la Type 126 destinée au marché américain puis sur la Classe G en 1992[réf. nécessaire].
En Europe, le OM 603 D30 était montée principalement sur les berlines et break Mercedes-Benz 300D (Type 124)[réf. nécessaire].
Ce moteur est réputé très fiable, ne sont pas rare les bloc qui dépasse 500 000 km voir le million pour certain, mais la version Turbo Diesel peut rencontrer des problèmes de joint de culasse en raison de l'absence d'échangeur air-air[réf. nécessaire].

## Caractéristiques
Le OM 603, est un moteur thermique diesel de six cylindres en ligne avec deux soupapes par cylindre (ou quatre selon les années). Il est décliné en version atmosphérique et en version turbo compressé[réf. nécessaire].
Le moteur a une injection de carburant indirect de la chambre de combustion[réf. nécessaire].
Moteur ayant un seul arbre à cames en tête et possédant des poussoir hydraulique pour les soupapes, remplaçant ainsi les réglages manuel des anciens système à ressort traditionnel[réf. nécessaire].
Quelque soucis de surchauffe et de joint de culasse sur les versions Turbo diesel (300TD) peuvent arrivé. Quelques soucis on également été révélé sur des culasses de bloc atmosphérique qui était poreuses[réf. nécessaire].

### Mécanique
L'ordre d'allumage est 1-5-3-6-2-4[réf. nécessaire].
Les chevaux par litre sont de 36.4[réf. nécessaire].
La distribution est effectuée par une chaîne métallique et les soupapes disposent de poussoirs hydrauliques[réf. nécessaire].

### Performance
- 81 kW (109 ch) ;
- 84 kW (113 ch) ;
- 100 kW (136 ch) ;
- 106 kW (143 ch) ;
- 108 kW (147 ch) ;
- 110 kW (150 ch).

## Utilisation
Le OM 603 est utilisé dans les Mercedes-Benz Type 124, Type 126 et Type 140[réf. nécessaire].